# 放射線・環状線
放射線・環状線（ほうしゃせん・かんじょうせん）とは、それぞれ放射状に延びる路線、環状になっている路線である。ここでは道路・鉄道について記載する。中心都市から放射線が延び、その都市の内部又は外縁部に環状線が形成され、相互に接続する状態がよく見られる。

環状線（JR山手線路線図、英語、2020年3月新駅開業版）

## 概要
都市に放射方向以外の道路が存在しなかった場合、異なる放射方向間を移動する自動車が、全て都心を通ることになり、都心の道路が渋滞する。これを解消するため、都心を目的地としない自動車が、都心を迂回する道路が必要となる。
放射方向が2本のみの場合、すなわち1本の道路が都心を貫通している場合には、この迂回路はバイパス道路となる。多数の放射方向のある都市の場合、これらを効率良く連絡する道路として環状道路が整備される。
大規模な都市には複数の環状道路が整備されることがある。これは、環状道路自体の混雑が激しくなった場合、都市の郊外に向かう自動車、他の都市を目指す自動車など、さらに細かく交通を分離するためである。
鉄道の環状線の機能はおおむね次のように分類できる。
1. 都市に複数のターミナル駅がある場合、それらを相互に結ぶもの。JRの山手線や大阪環状線がその例である。大きな都市の場合、ターミナル駅を一箇所に集約することは、用地や費用の面で難しい。そこで、複数のターミナル駅を連絡する路線が必要となる。通常、旅客はターミナル駅で放射線の列車と環状線の列車を乗り換える。ただし列車自体が複数の放射線同士を直通するものもある。なお、ターミナル駅相互の連絡には、環状線以外に都心を貫通する地下鉄が用いられることもある。
2. ターミナル駅よりも郊外側で放射線と交わり、複数の放射線をターミナル駅を経由することなく結ぶもの。武蔵野線に代表される。道路の環状線と同様、ターミナル駅周辺の混雑を解消するために使用される。
3. 都市の郊外で放射線の沿線にない地域を放射線と結ぶもの。横浜線や東武野田線などが該当する。通常このような路線は放射線の支線であるとみなされることが多い。しかし、路線が長距離にわたり多数の放射線と交わる、放射線と運営する鉄道事業者が異なる等の理由で特定の放射線の支線とはみなし難い場合、「環状線」と呼ばれることがある。横浜線のように放射線と環状線を兼ねている路線も少なくない。

なお、完全な環状になっていなくても、複数の放射線を相互連絡する路線であれば環状線と呼ばれることがある。また、環状運転を行っている路線（系統）、または複数の路線を経由して周回することが出来る路線（区間）のことを指して「環状線」と呼ぶこともあるが、本記事でいう「環状線」とは必ずしも一致しない。

## 道路

### 日本
| 路線名称                                 | 全線 供用 | 道路 規格    | 1周      | 1周     | 最高速度      |
| 路線名称                                 | 全線 供用 | 道路 規格    | 方向     | 距離    | 最高速度      |
| ---------------------------------------- | --------- | ------------ | -------- | ------- | ------------- |
| 仙台都市圏環状自動車専用道路             | 2010年    | 第1種        | 両回り   | 58.9 km | 70 - 100 km/h |
| 首都高速都心環状線                       | 1967年    | 第2種        | 両回り   | 14.8 km | 40 - 50 km/h  |
| 首都高速中央環状線＋湾岸線               | 2015年    | 第2種        | 両回り   | 56.7 km | 60 - 80 km/h  |
| 名古屋高速都心環状線                     | 1995年    | 第2種        | 時計回り | 10.3 km | 50 - 60 km/h  |
| 名古屋第二環状自動車道＋伊勢湾岸自動車道 | 2021年    | 第1種、第2種 | 両回り   | 66.2 km | 60 - 100 km/h |
| 阪神高速1号環状線                        | 1967年    | 第2種        | 時計回り | 10.3 km | 50 - 60 km/h  |
| 福岡高速環状線                           | 2012年    | 第2種        | 両回り   | 35 km   | 60 - 80 km/h  |

#### 東京圏

##### 高速道路
高速道路には9本の放射方向の道路と、それらを連絡する3本の環状道路を整備中である。これを3環状9放射という。
また、首都高速道路はそれ自体が放射線と環状線からなるネットワークを形成している。
これらの詳細については、それぞれの項目を参照のこと。
- 環状線
  - 首都高速都心環状線
  - 首都高速中央環状線☆
  - 東京外環自動車道☆
  - 核都市広域幹線道路
  - 首都圏中央連絡自動車道☆（新湘南バイパス・横浜環状南線を含む）
  - 関東環状道路（中部横断自動車道・上信越自動車道・北関東自動車道）
  - 東京湾環状道路（東京湾岸道路、第二東京湾岸道路、東京湾横断道路、東京湾口道路）
- 放射線
  - 首都高速湾岸線東京以西・横浜横須賀道路☆
  - 首都高速1号羽田線・首都高速神奈川1号横羽線
  - 首都高速2号目黒線
  - 第三京浜道路・横浜新道☆
  - 首都高速3号渋谷線・東名高速道路☆
  - 首都高速4号新宿線・中央自動車道☆
  - 高速練馬線（構想）・関越自動車道☆
  - 首都高速5号池袋線・首都高速埼玉大宮線・上尾道路（専用部）（構想）
  - 首都高速1号上野線（延伸の構想）・首都高速川口線・東北自動車道☆
  - 首都高速6号三郷線・常磐自動車道☆
  - 首都高速7号小松川線・京葉道路・館山自動車道☆
  - 首都高速湾岸線東京以東・東関東自動車道☆

☆：3環状9放射

##### 一般道路
- 一般国道の環状線
  - 国道16号（東京環状）
  - 国道298号（東京外かく環状道路）
  - 国道357号（東京湾岸道路）
  - 国道468号（首都圏中央連絡自動車道）
- 東京都市計画道路の放射線
  - 放射第1号線（六本木通り、東京都道415号高輪麻布線、桜田通り、第二京浜）
  - 放射第2号線（東京都道418号北品川四谷線、中原街道）
  - 放射第3号線（目黒通り）
  - 放射第4号線（青山通り、玉川通り）
  - 放射第5号線（新宿通り、甲州街道、東八道路）
  - 放射第6号線（靖国通り、青梅街道ほか）
  - 放射第7号線（新目白通り、目白通り）
  - 放射第8号線（春日通り、川越街道）
  - 放射第9号線（白山通り、中山道）
  - 放射第10号線（本郷通り、北本通り）
  - 放射第11号線（尾久橋通り）
  - 放射第12号線（昭和通り、日光街道）
  - 放射第13号線（水戸街道）
  - 放射第14号線（蔵前橋通り）
  - 放射第15号線（靖国通り、京葉道路）
  - 放射第16号線（永代通り）
  - 放射第16号線 (永代通り)
  - 放射第17号線 (産業道路)
  - 放射第18号線 (海岸通り)
  - 放射第19号線 (第一京浜)
  - 放射第20号線 (日比谷通り)
  - 放射第21号線 (桜田通り)
  - 放射第22号線 (六本木通り)
  - 放射第23号線 (井の頭通り)
  - 放射第24号線（青梅街道）
  - 放射第34号線（晴海通り）
  - 放射第35号線（新大宮バイパスほか）
  - 放射第36号線（要町通り）
- 東京都市計画道路の環状線
  - 環状第1号線（内堀通り・永代通り・日比谷通り・晴海通り）
  - 環状第2号線（外堀通り・新大橋通り・環二通り）
  - 環状第3号線（清澄通り・環三通り・外苑東通り・新目白通り・目白通り・播磨坂桜並木（環三通り）・言問通り・水戸街道・三ツ目通り）
  - 環状第4号線（外苑西通り・不忍通り・道灌山通り・明治通り・丸八通り）
  - 環状第5の1号線（明治通り）・環状第5の2号線（明治通り）
  - 環状第6号線（山手通り）
  - 環状第7号線（環七通り）
  - 環状第8号線（環八通り）
  - 東京湾環状線
  - 外郭環状線の2
  - 外郭環状葛飾線
- 横浜国際港都建設計画道路（都市計画道路）の環状線
  - 3･3･10号環状1号線（横浜市主要地方道83号青木浅間線・横浜市道保土ヶ谷駅浅間線・神奈川県道201号保土ヶ谷停車場線・横浜市主要地方道84号保土ヶ谷宮元線）
  - 3・1・1号環状2号線
  - 3・3・11号環状3号線
  - 3・4・3号環状4号線（神奈川県道23号原宿六ツ浦線・環状4号線）

#### 京阪神

##### 高速道路

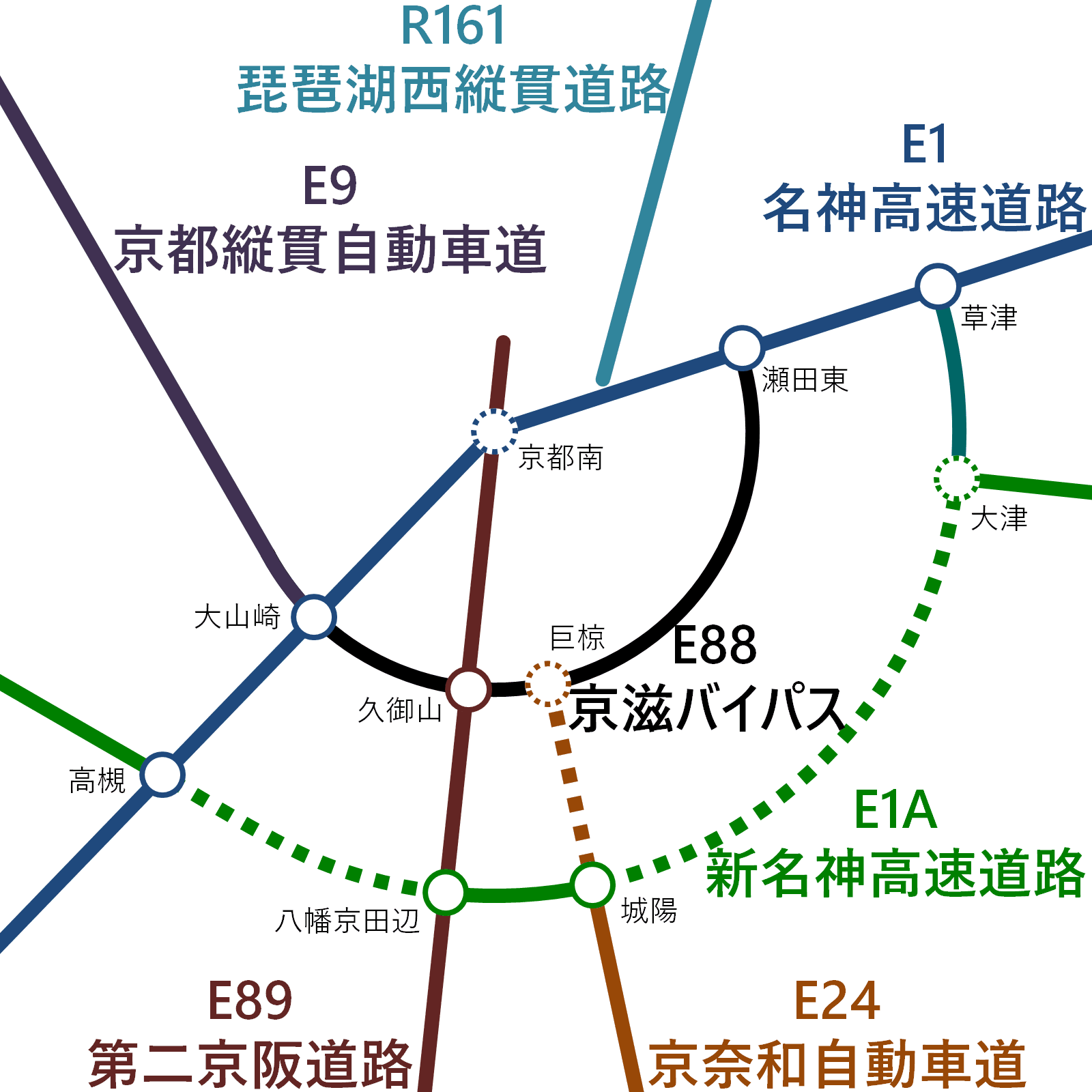
京都市付近の主要道路図。点線は整備・調査中の道路。

京阪神の高速道路には、4本の環状道路を整備中である。これを関西4環状ネットワークという。放射方向の道路が環状道路の一部にもなっており、それらと連絡する。整備を推進する関西高速道路ネットワーク推進協議会は大阪・兵庫・奈良の府県市などで構成され、外側の環状線となる関西大環状道路においては、京都都市圏からの視点では京奈和自動車道が放射方向の道路、北側を構成する新名神高速道路が南側の環状線に相当する。
また、阪神高速道路は1号環状線を中心とする放射線からなるネットワークを形成している（当該項目を参照のこと）。
- 環状線
  - 阪神高速1号環状線
  - 大阪都市再生環状道路（阪神高速6号大和川線、阪神高速2号淀川左岸線、阪神高速4号湾岸線、近畿自動車道）☆
  - 大阪湾環状道路（大阪湾岸道路、神戸淡路鳴門自動車道、紀淡連絡道路）☆
  - 関西中央環状道路（近畿自動車道、中国自動車道、山陽自動車道、神戸淡路鳴門自動車道、紀淡連絡道路）☆
  - 関西大環状道路（京奈和自動車道・新名神高速道路・神戸淡路鳴門自動車道・紀淡連絡道路）☆

☆：関西4環状ネットワーク
- 放射線
  - 阪和自動車道
  - 西名阪自動車道・名阪国道
  - 第二京阪道路　
  - 名神高速道路
  - 舞鶴若狭自動車道
  - 中国自動車道
  - 山陽自動車道
  - 第二神明道路
  - 神戸淡路鳴門自動車道
  - 京都縦貫自動車道

##### 一般道路
大阪府は1960年より、十大放射三環状線計画をもとに、整備を進めていた。1987年策定の大阪府道路整備長期計画では主要幹線道路を「軸」ととらえ、大阪都心部を中心とする7放射3環状軸の整備を行っている（当該項目を参照のこと）。京都を中心とする環状線には京滋バイパス・京都第二外環状道路がある。

#### 中京圏

##### 高速道路
中京圏の高速道路は東海環状自動車道が整備中である。名古屋第二環状自動車道と総称して名古屋圏環状道路と呼ぶ。伊勢湾岸自動車道は新東名高速道路、新名神高速道路の一部をなすとともに環状線と接続され、合わせて中京圏における環状道路を形成している。
また、名古屋高速道路は都心環状線を中心とする放射線からなるネットワークを形成している（当該項目を参照のこと）。
- 環状線
  - 名古屋高速都心環状線
  - 名古屋第二環状自動車道☆、伊勢湾岸自動車道
  - 東海環状自動車道☆、伊勢湾岸自動車道

☆：名古屋圏環状道路
- 放射線
  - 東名高速道路
  - 名神高速道路
  - 新名神高速道路
  - 東名阪自動車道
  - 東海北陸自動車道
  - 知多半島道路
  - 名古屋瀬戸道路

##### 一般道路
- 環状線
  - 名古屋市道名古屋環状線
  - 国道302号（名古屋環状2号線）
  - 国道155号（名古屋環状3号線）
  - 愛知県道59号名古屋中環状線
  - 愛知県道451号名古屋外環状線
  - 愛知県道57号瀬戸大府東海線

- 放射線
  - 国道1号（東海道）
  - 国道19号（春日井バイパス）
  - 国道41号（名濃バイパス）
  - 国道22号（名岐バイパス）
  - 国道23号（名四国道）
  - 国道153号（豊田西バイパス）
  - 国道247号（西知多産業道路）
  - 愛知県道50号名古屋碧南線、国道366号（師崎街道）
  - 愛知県道60号名古屋長久手線、愛知県道6号力石名古屋線（グリーンロード）
  - 愛知県道15号名古屋多治見線（竜泉寺街道、愛岐道路）
  - 愛知県道29号弥富名古屋線
  - 愛知県道55号名古屋半田線（半田街道）
  - 愛知県道56号名古屋岡崎線（岡崎街道）
  - 愛知県道58号名古屋豊田線（飯田街道）
  - 愛知県道61号名古屋瀬戸線（瀬戸街道）
  - 愛知県道63号名古屋江南線（名草線）
  - 愛知県道68号名古屋津島線（名古屋津島バイパス）
  - 愛知県道70号名古屋十四山線
  - 愛知県道200号名古屋甚目寺線、愛知県道79号甚目寺佐織線

#### 北九州・福岡圏

##### 高速道路
- 環状線
  - 福岡高速道路（環状線：高速道路）
  - 北九州高速道路（1号線・2号線・3号線・4号線・5号線：高速道路）・都市計画道路戸畑枝光線（自動車専用道路）
- 放射線
  - 福岡高速道路（1号香椎線・2号太宰府線・3号空港線・4号粕屋線）
  - 九州自動車道
  - 西九州自動車道
  - 北九州高速道路（1号線・2号線・4号線・5号線）

##### 一般道路
- 環状線
  - 国道202号（福岡外環状道路）・福岡県道24号福岡東環状線
  - 福岡県道56号福岡早良大野城線
- 放射線
  - 福岡圏
    - 国道3号（博多バイパス・福岡南バイパス）
    - 国道201号（八木山バイパス）
    - 国道202号（今宿新道）
    - 国道263号
    - 国道385号（みやけ通り）
    - 国道495号（和白通り）
    - 福岡県道21号福岡直方線
    - 福岡県道31号福岡筑紫野線
    - 福岡県道68号福岡太宰府線
    - 福岡県道85号福岡志摩線
    - 福岡県道・大分県道112号福岡日田線
    - 福岡県道504号町川原福岡線
    - 福岡県道551号別府比恵線
    - 福岡県道555号桧原比恵線
    - 福岡県道557号東油山唐人線
    - 福岡県道602号後野福岡線
    - 福岡県道607号福岡篠栗線

  - 北九州圏
    - 国道3号（戸畑バイパス・黒崎バイパス）
    - 国道10号（北大道路）
    - 国道199号
    - 国道200号（直方バイパス・飯塚バイパス）
    - 国道211号
    - 国道322号

#### その他の都市圏
- 札幌都市圏[7]（2環状5放射）
  - 環状線
    - 環状通（一般道路）
    - 札幌新道（国道5号・国道274号）（一般道路）

  - 放射線
    - 国道12号（一般道路）
    - 国道36号（一般道路）
    - 国道230号（一般道路）
    - 国道231号（一般道路）
    - 国道275号（一般道路）
- 旭川都市圏[7]（2環状8放射）
  - 環状線
    - 北海道道90号旭川環状線（環状1号線・旭川内環状道路[8]）（一般道路）
    - 北海道道37号鷹栖東神楽線（旭川外環状道路[8]、旭川十勝道路として整備中）（一般道路）

  - 放射線
    - 国道12号（一般道路）
    - 国道39号（一般道路）
    - 国道40号（一般道路）
    - 国道237号（一般道路）
    - 北海道道72号旭川幌加内線（一般道路）
    - 北海道道140号愛別当麻旭川線（旭山動物園通り）（一般道路）
    - 北海道道294号東川東神楽旭川線（一般道路）
    - 北海道道1160号旭川旭岳温泉線（一般道路）
- 函館都市圏[9]（4環状6放射）
  - 環状線
    - 函館江差自動車道・函館新外環状道路（一般国道自動車専用道路）
    - 北海道道100号函館上磯線（外環状線）（一般道路）
    - 北海道道83号函館南茅部線・北海道道571号五稜郭公園線（一般道路）

  - 放射線
    - 国道5号（一般道路）
    - 国道227号（一般道路）
    - 国道228号（一般道路）
    - 国道278号（一般道路）
    - 北海道道347号赤川函館線（一般道路）
    - 北海道道1132号函館臨空工業団地線（一般道路）
- 釧路都市圏
  - 環状線
    - 釧路新道（国道38号バイパス）（一般道路）
    - 釧路外環状道路（一般国道自動車専用道路）
- 八戸都市圏
  - 環状線（三環状線）
    - 八戸市道白銀沼館環状線（市道環状線）（一般道路）
    - 青森県道29号八戸環状線（県道環状線）（一般道路）
    - 八戸久慈自動車道および八戸自動車道（国道環状線）（一般国道自動車専用道路および高速自動車国道）
- 仙台都市圏
  - 一般道路：3環状12放射状線
  - 高速道路：仙台都市圏環状自動車専用道路（東北自動車道・仙台東部道路・三陸自動車道・仙台南部道路・仙台北部道路）
- 郡山都市圏
  - 環状線
    - 内環状線 (一般道路)
    - 東部幹線 (一般道路)
- 宇都宮都市圏
  - 環状線
    - 宇都宮環状道路 (一般道路)
- 高崎都市圏
  - 環状線
    - 高崎市道高崎環状線 (一般道路)
- 甲府都市圏
  - 環状線
    - 新山梨環状道路 (一般道路・高速自動車国道)
- 新潟都市圏
  - 環状線
    - 新潟中央環状線（一般道路）
- 金沢都市圏
  - 環状線
    - 金沢外環状道路（一般道路）
- 長野都市圏
  - 環状線
    - 長野環状道路（一般道路）
- 岐阜都市圏
  - 環状線
    - 岐阜県道77号岐阜環状線（一般道路）
- 大垣都市圏
  - 環状線
    - 岐阜県道50号大垣環状線（一般道路）
- 静岡都市圏
  - 環状線
    - 静岡県道354号静岡環状線（一般道路）
- 浜松都市圏
  - 環状線
    - 静岡県道65号浜松環状線（一般道路）
- 松山都市圏
  - 環状線
    - 松山環状線（一般道路）
    - 松山外環状道路（一般道路）
- 徳島都市圏
  - 環状線
    - 徳島環状道路（一般道路）
- 佐賀都市圏
  - 環状線
    - 佐賀県道333号佐賀環状東線(環状東通り)・国道208号線(環状西通り・環状南通り)・国道34号線(北部バイパス) (一般道路)
- 熊本都市圏
  - 環状線
    - 熊本環状道路（一般道路）
- 宮崎都市圏
  - 環状線
    - 宮崎内環状道路（宮崎県道11号宮崎島之内線・宮崎県道17号南俣宮崎線・宮崎県道333号下北方古墳線・宮崎県道341号宮崎港宮崎停車場線・市道）（一般道路）
    - 宮崎環状道路（住吉道路・宮崎西環状線・宮崎南バイパス）（一般道路）
    - 宮崎東環状道路（一ツ葉道路・広瀬バイパス・春田バイパス）（一般道路）

  - 放射線
    - 国道10号
    - 国道220号
    - 国道269号

### 日本国外
パリ、ウィーンなどヨーロッパの大都市の環状道路の歴史は19世紀に遡る。当時の再開発に伴い、既に無用の長物と化していた城郭都市の市壁、城壁を撤去し、跡地に環状道路が造られた。

#### アジアの環状道路
- 北京二環路、北京三環路、北京四環路、北京五環路、北京六環路（ 中国 北京）
- ソウル外郭循環高速道路（ 韓国 京畿道、ソウル特別市、仁川広域市）

#### ヨーロッパの環状道路
- リングシュトラーセ（ オーストリア・ウィーン）
- ブルヴァール・デ・マレショー（ フランス・パリ）、ペリフェリックも参照
- ロカード（ フランス・ボルドー）
- グランデ・ラッコルド・アヌラーレ（ イタリア・ローマ）
- アウトバーン 10（ ドイツ・ベルリン）
- 環状道路A10（ オランダ・アムステルダム）
- モーターウェイ25号線、ロンドン内環状道路（英語版）（ イギリス・ロンドン）
- モスクワ環状道路、 モスクワ大環状道路、 サンクトペテルブルク環状道路（ ロシア・モスクワ ＆ サンクトペテルブルク）

#### アメリカの環状道路
- 州間高速道路495号線（ アメリカ合衆国・ワシントンD.C.）

## 鉄道
ここで挙げた路線は主要なもののみである。小規模な路線や、放射線・環状線としての機能が明確でない路線は記載していない。

### 日本
日本では、ターミナル間を結ぶ環状線としては山手線や大阪環状線が有名である。反面、ターミナルではない近郊を結ぶ旅客列車については、ターミナル駅へ向かう列車とターミナル駅を経由しない列車を別々に設定することは非効率であるから、このような環状線を利用する列車は「はまかいじ」、「むさしの号」やおおさか東線の直通快速などわずかである。しかし貨物列車の場合は、貨物駅が郊外に移転しつつあることもあり、このような環状線を経由する列車が多く運転される。武蔵野線や城東貨物線（おおさか東線）がその例である。また、放射線のない地域と放射線を結ぶ環状線としては、上述の貨物線を旅客化したものなどがある。

#### 首都圏

##### 放射線
- 東日本旅客鉄道（JR東日本）
  - 東海道本線（東海道線・京浜東北線・上野東京ライン・湘南新宿ライン）・横須賀線
  - 中央本線（中央線快速・中央・総武緩行線）
  - 東北本線（宇都宮線・高崎線・京浜東北線・上野東京ライン・湘南新宿ライン）・埼京線
  - 総武本線（総武快速線・中央・総武緩行線）・京葉線
  - 常磐線（常磐快速線・常磐緩行線・上野東京ライン）
- 京成電鉄
  - 本線・押上線・成田空港線
- 京浜急行電鉄
  - 本線・空港線
- 京王電鉄
  - 京王線・井の頭線
- 小田急電鉄
  - 小田原線
- 東急電鉄
  - 東横線・田園都市線・目黒線
- 東武鉄道
  - 伊勢崎線（東武スカイツリーライン）・東上線
- 西武鉄道
  - 池袋線・新宿線
- 東京モノレール
  - 東京モノレール羽田空港線
- 首都圏新都市鉄道
  - つくばエクスプレス線
- 北総鉄道
  - 北総線
- 東葉高速鉄道
  - 東葉高速線
- 埼玉高速鉄道
  - 埼玉高速鉄道線（埼玉スタジアム線）

##### 環状線
- 東日本旅客鉄道（JR東日本）
  - 山手線・東京メガループ（武蔵野線・京葉線・南武線・横浜線）
- 都営地下鉄
  - 大江戸線
- 東武鉄道
  - 野田線（東武アーバンパークライン）
- 京成電鉄
  - 松戸線

#### 近畿圏

##### 放射線
- 西日本旅客鉄道（JR西日本）
  - 東海道本線・山陽本線（JR京都線・JR神戸線）
  - 福知山線（JR宝塚線）
  - 片町線（学研都市線）
  - JR東西線
  - 桜島線
  - 関西本線（大和路線）
  - 阪和線
  - 関西空港線
- 京阪電気鉄道京阪本線
- 阪急電鉄
  - 京都本線・神戸本線・宝塚本線・千里線
- 阪神電気鉄道本線・阪神なんば線
- 南海電気鉄道
  - 南海本線・高野線
- 近畿日本鉄道
  - 奈良線・大阪線・けいはんな線・南大阪線
- 北大阪急行電鉄南北線

京都都市圏からの視点では、JR西日本の東海道本線（JR京都線・琵琶湖線）・山陰本線（嵯峨野線）・湖西線・奈良線・草津線や、近鉄京都線などが放射状の路線にあたる。神戸都市圏からの視点では、JR西日本の和田岬線・加古川線・播但線・赤穂線・姫新線などが放射状の路線にあたる。

##### 環状線
- 西日本旅客鉄道（JR西日本）
  - 大阪環状線[注釈 2]・おおさか東線・奈良線・和歌山線
- 近畿日本鉄道
  - 京都線・橿原線
- 大阪市高速電気軌道（OsakaMetro）
  - 今里筋線
- 大阪高速鉄道（大阪モノレール）
  - 大阪モノレール線（本線）

#### 中京圏

##### 放射線
- 東海旅客鉄道（JR東海）
  - 東海道本線・中央本線・関西本線・紀勢本線・武豊線
- 名古屋鉄道
  - 名古屋本線・三河線・豊田線・常滑線・河和線・津島線・犬山線・小牧線・瀬戸線
- 近畿日本鉄道
  - 名古屋線
- 名古屋臨海高速鉄道
  - あおなみ線
- 名古屋ガイドウェイバス
  - ガイドウェイバス志段味線（ゆとりーとライン）
- 愛知高速交通
  - リニモ

##### 環状線
- 東海旅客鉄道（JR東海）
  - 飯田線・高山本線・太多線
- 名古屋市営地下鉄
  - 名城線
- 名古屋鉄道
  - 尾西線
- 愛知環状鉄道
  - 愛知環状鉄道線
- 養老鉄道
  - 養老線

### 日本国外

#### アジア
台湾
- 台湾鉄路管理局

幹線が台湾のほぼ海岸線に沿って一周している（環島 (台湾)）。時計回りを順行、反時計回りを逆行として運行している。
- 台北捷運
  - 環状線（一部建設中）
- 高雄捷運
  - 環状軽軌

香港
- 軽鉄（香港）705線、706線

北京
- 北京地下鉄2号線（通称 環線）
- 北京地下鉄10号線

上海
- 上海地下鉄4号線

重慶
- 重慶軌道交通環状線

成都
- 成都地下鉄7号線

鄭州
- 鄭州地下鉄5号線

広州
- 広州地下鉄11号線

西安
- 西安地下鉄8号線

ハルビン
- ハルビン地下鉄3号線

ソウル
- ソウル交通公社2号線

大田
- 大田都市鉄道2号線（計画中）

光州
- 光州都市鉄道2号線（計画中）

バンコク
- バンコクMRTブルーライン

ヤンゴン
- ヤンゴン環状線

チッタゴン
- チッタゴン環状線

シンガポール
- MRT環状線（一部開業）

#### ヨーロッパの環状線

##### パリ
市境界（内側からの順）
プティト・サンチュール
パリ市を取り囲む環状鉄道の廃線。現在も多くの部分が線路のまま放置されている。
グランド・サンチュール
パリ郊外の街を環状で結んだ鉄道。旅客用としては一部が既存路線の延長として営業を続け、その他の路線も貨物用としては機能している。
LGV東連絡線
パリの中心部を経由しないで、LGV南東線とLGV北線を連絡する。

##### ロンドン
- サークル線
- ウエスト・ロンドン線
- ノース・ロンドン線

グラスゴー
- グラスゴー地下鉄

##### ベルリン
- Sバーン環状線（リングバーン）
- 外環状線（アウセンリング）

##### モスクワ
- 環状線（モスクワ地下鉄5号線）
- 中央環状線（モスクワ地下鉄14号線）

##### ナポリ
- ナポリ地下鉄1号線

完成後は環状となる予定。8の字状なのは高低差があるためのループ線があるため。
- ナポリ地下鉄7号線

完成後は環状となる予定。

#### アメリカ

##### シカゴ
- シカゴ・Lのループ